# Erhard, Minnesota
Erhard là một thành phố thuộc quận Otter Tail, tiểu bang Minnesota, Hoa Kỳ. Năm 2010, dân số của thành phố này là 148 người.

## Dân số
- Dân số năm 2000: 150 người.
- Dân số năm 2010: 148 người.